# Heinrich Niewerth
Heinrich Niewerth (* 13. Juni 1937 in Hildesheim; † 27. April 2024 in Oldenburg) war ein deutscher Politiker (CDU). Er war von 1981 bis 1986 Oberbürgermeister von Oldenburg und von 1967 bis 1982 Mitglied des Niedersächsischen Landtages.

## Leben
Niewerth zog 1950 nach Oldenburg und besuchte dort die Hindenburgschule, an der er im Jahr 1958 sein Abitur bestand. Er studierte Rechtswissenschaften in Heidelberg, Göttingen und Berlin. Das erste Staatsexamen legte er in Celle, das zweite 1966 in Hannover ab. Ab 1967 war er als Rechtsanwalt tätig. Von 1973 an war er zudem als Notar in Oldenburg zugelassen. 
Niewerth war Vorstandsmitglied des Diakonissenmutterhauses Elisabethstift, Mitglied des Aufsichtsrates der Gemeinnützigen Siedlungsgesellschaft Oldenburg und der Mitgliederversammlung des Sparkassenzweckverbandes Oldenburg.
Heinrich Niewerth hatte fünf Kinder. Seine Tochter Esther Niewerth-Baumann war von 2017 bis 2022 Mitglied des Niedersächsischen Landtages.

## Partei
Seit der Schulzeit war Niewerth politisch in der Jungen Union aktiv und in der CDU tätig. Er war stellvertretender Vorsitzender des CDU-Kreisverbandes in Oldenburg.

## Politische Karriere
Von 1964 bis 1996 war Niewerth Ratsherr in Oldenburg und Vorsitzender der CDU-Stadtratsfraktion. Vom 6. Juni 1967 bis zum 20. Juni 1982 war er Mitglied des Niedersächsischen Landtags in der sechsten bis neunten Wahlperiode. Er wurde am 16. November 1981 zum Nachfolger von Hans Fleischer im Amt des Oberbürgermeisters der Stadt Oldenburg gewählt. Dieses Amt hatte er bis zum 31. Oktober 1986 inne.